# Sadat X
Sadat X, de son vrai nom Derek Murphy, né le 29 décembre 1968 dans le Bronx, New York, est un rappeur américain. En parallèle à sa carrière solo, il est également membre du groupe de hip-hop alternatif Brand Nubian aux côtés de Grand Puba et Lord Jamar, et des Beat Kids. Se faisant d'abord appelé Derek X, Sadat prend ensuite son nom du président égyptien Anouar el-Sadate. En juillet 1996, Sadat publie son premier album, Wild Cowboys.
Sadat est également très engagé en ce qui concerne la jeunesse. Il travaille en tant que professeur dans une école élémentaire à la Nouvelle-Rochelle dans l'État de New York, et également en tant qu'entraîneur de basket-ball pour les jeunes de la New York City Basketball League (ayant lui-même joué en tant que meneur pour l'équipe de l'Université Howard.

## Biographie

### Débuts
Murphy est né le 29 décembre 1968 dans le quartier du Bronx, à New York. Sadat X se lance le hip-hop en 1989 dans un groupe appelé Brand Nubian formé à la Nouvelle-Rochelle par Grand Puba (né Maxwell Dixon), qui sera rejoint par Sadat X (sous le nom initial de Derek X) et Lord Jamar (né Lorenzo DeChalus). Ensemble, ils publient leur premier album intitulé One for All, en 1990 qui atteint la 130e place du Billboard 200. Un an plus tard, Murphy fait une apparition sur l'album The Low End Theory du groupe A Tribe Called Quest, sur le titre Show Business, puis en 1995 à l'album éponyme de KRS-One, avec la chanson Squash All Beef.

### Carrière solo
Deux ans après la publication du troisième album de Brand Nubian, Everything Is Everything, Sadat publie son premier album solo, Wild Cowboys, le 15 juillet 1996 sur le label Elektra Records, qui atteint la 3e place du Billboard 200. L'album fait participer Diamond D et Buckwild à la production, mais ne parvient pas à remporter le même succès que ses albums avec Brand Nubian. La même année, Sadat apparaît sur la compilation de la Red Hot Organization, America is Dying Slowly avec entre autres Biz Markie, le Wu-Tang Clan ou encore Fat Joe. L'album, traitant de l'épidémie du SIDA chez les Afro-Américains, est considéré comme un chef-d'œuvre par le magazine The Source[réf. nécessaire]. Toujours en 1996, il publie son album No Better Way qui contient les singles à succès Hang 'Em High et The Lump Lump,.
En 1999, il collabore avec le rappeur Common pour un titre extrait de l'album Soundbombing II et produit par Hi-Tek, 1-9-9-9, puis un an plus tard, il est présent en featuring sur l'album posthume The Big Picture de Big L sur le titre Games avec Guru. Cette même année, il participe à l'album posthume de The Notorious B.I.G., Born Again, sur la chanson Come On.
En 2005, il apparaît sur l'album de Beanie Sigel, The B. Coming, sur la chanson Bread and Butter produite par Just Blaze. La même année, il publie son album Experience and Education le 25 octobre 2005. Le 22 décembre 2005, Sadat est arrêté à Harlem pour possession illégale d'arme à feu, mise en danger d'autrui et résistance à l'arrestation.
Le 3 octobre 2006, le label Female Fun Music publie le troisième album de Sadat, Black October.
En 2007, il apparaît sur l'album de Marco Polo, Port Authority, sur la chanson Rollin.
Le 23 mars 2010, Sadat publie Wild Cowboys II, en quelque sorte la suite de son premier album solo Wild Cowboys sorti en 1996, sur Fat Beats Records (sur l'album figurent de nombreux artistes, tels Ill Bill, Kurupt, A.G., Brand Nubian ou encore Rhymefest, avec des productions de Pete Rock, Diamond D, Buckwild, 9th Wonder ou Sir Jinx. Sadat publie un nouvel album intitulé Never Left, le 26 janvier 2015,.

## Discographie

### Albums studio
- 1996 : Wild Cowboys
- 2005 : Experience and Education
- 2006 : Black October
- 2008 : Generation X
- 2009 : Brand New Bein'
- 2010 : Wild Cowboys II
- 2011 : No Features
- 2012 : Love, Hell or Right
- 2015 : Never Left
- 2015 : Agua

### EPs
- 2000 : The State of New York vs. Derek Murphy

### Singles
- 2002 : Minneapolis
- 2014 : On Fire (feat. Cormega & Lanelle Tyler)